# Spoorlijn La Rue-Saint-Pierre - Saint-Just-en-Chaussée
De Spoorlijn La Rue-Saint-Pierre - Saint-Just-en-Chaussée was een Franse spoorlijn van La Rue-Saint-Pierre naar Saint-Just-en-Chaussée. De lijn was 16,5 km lang en heeft als lijnnummer 318 000.

## Geschiedenis
De lijn werd aangelegd door de Compagnie des chemins de fer du Nord en geopend op 3 oktober 1876. Personenvervoer werd zoals op zoveel lokale lijnen gestaakt op 15 mei 1939. Goederenvervoer tussen Bulles en Saint-Just-en-Chaussée werd in de Tweede Wereldoorlog opgeheven, tussen La Rue-Saint-Pierre en Bulles volgde de opheffing op 1 februari 1971.

## Aansluitingen
In de volgende plaatsen is of was er een aansluiting op de volgende spoorlijnen:
La Rue-Saint-Pierre
RFN 317 000, spoorlijn tussen Rochy-Condé en Soissons
Saint-Just-en-Chaussée
RFN 259 000, spoorlijn tussen Saint-Just-en-Chaussée en Douai
RFN 272 000, spoorlijn tussen Paris-Nord en Lille